# Heimatmuseum Bobenheim-Roxheim
Das Heimatmuseum Bobenheim-Roxheim stellt die vielfältigen Wechselbeziehungen von Mensch und Natur im Altrheingebiet in den Mittelpunkt. Es präsentiert die Sammlungen des Vereins für Naturschutz und Heimatpflege Bobenheim-Roxheim e.V., darunter die pfalzweit zweitgrößte öffentliche Sammlung naturkundlicher Exponate.

## Lage
Das Heimatmuseum Bobenheim-Roxheim befindet sich im alten Ortskern von Roxheim in der Nähe des Marktplatzes.

## Geschichte
Seit 1983 präsentiert das Museum die Sammlungen des Vereins für Naturschutz und Heimatpflege Bobenheim-Roxheim e.V. Der Trägerverein ging 1982 hervor aus einer 1967 gegründeten Bürgerinitiative, der Schutzgemeinschaft Roxheimer Altrhein, die ihrerseits in einem Pollichia-Arbeitskreis aus dem Jahre 1965 wurzelte.
Der Verein legt bei der Zusammenstellung der Sammlungen und Ausstellungen großen Wert auf nachvollziehbare und ausführliche Beschreibungen der Exponate. Regelmäßig werden neue Werke und Kunstgegenstände in den Fundus aufgenommen.

## Ausstellungsangebot

### Natur
Naturschutz und Bestandserfassung heimischer Fauna und Flora steht im Mittelpunkt der naturkundlichen Abteilung mit ihren vielen Tier- und Pflanzenpräparaten. Das Museum verfügt über die pfalzweit zweitgrößte öffentliche Sammlung naturkundlicher Exponate (nach dem Pfalzmuseum für Naturkunde in Bad Dürkheim). Vögel und Fische der heutigen Fauna sind ebenso dokumentiert wie – durch paläontologische Funde – die vorgeschichtliche Tier- und Pflanzenwelt.

### Mensch
Die rheinnahe Lage der Gemeinde Bobenheim-Roxheim hat das Leben der Menschen dort in einer ganz besonderen Art geprägt: Trotz der verheerenden Hochwasserschäden, die viele Menschen um ihr ganzes Hab und Gut brachten, blieb das Altrheingebiet mit seiner reichen Tier- und Pflanzenwelt immer ein attraktiver Siedlungsraum. Die Bewohner bedienten sich der natürlichen Ressourcen und prägten so die Geschichte des Ortes. Anhand archäologischer Funde reicht das Spektrum bis in die Ur- und Frühgeschichte der Gegend zurück. In welcher Weise der Mensch seinen Nutzen aus dem Altrheingebiet zog, wird nicht zuletzt in der Abteilung für Kultur, Brauchtum und Handwerk vermittelt.
Handwerksberufe wie Korbmacher oder Rohrmattenhersteller bedienten sich der natürlichen Rohstoffe wie Weiden oder Schilf aus den Feuchtgebieten der Niederung. Das Schilfgras wurde geschnitten, in runden Ballen gelagert und getrocknet, bis es mit Schnüren und Gewichten zu Matten verarbeitet wurde. Die fertigen Matten dienten dann als Baumaterial in Häusern, um, mit Lehm verputzt, die Wände zu isolieren. Daher hat sich das Heimatmuseum der ökologischen und landschaftsästhetischen Wertschätzung natürlicher Lebensbedingungen von Pflanzen und Tieren angenommen.
Neu aufgenommen:
- Wormser Terra Sigillata: Der Begriff Terra Sigillata bezeichnet eigentlich rotglasierte, gestempelte Tonware der römischen Kaiserzeit, die ihren Ursprung in Arezzo hatte. Mit der Ausdehnung des römischen Imperiums wurde sie aber nach und nach in ganz Italien und auch in den Provinzen (Rheinzabern) produziert. Man findet sie überall, wo die Römer ihre Spuren hinterlassen haben.
- Wormser Terra-Sigillata-GmbH: Der Betriebsleiter der Keramischen Werke Offstein und Worms AG Jean Kling (1878–1946) war so von der römischen Terra Sigillata fasziniert, dass er in jahrelangen Experimenten versuchte, eine ähnliche Keramik herzustellen. Im September 1937 schließlich meldete er ein Verfahren zur Herstellung von Tonwaren mit samtartigem Glanz vom Aussehen der Terra Sigillata zum Patent an. 1949 nahm die Terra Sigillata-Manufaktur der Stadt Worms die Produktion auf. Das Herstellungsprogramm umfasste zuerst zierkeramische Objekte und Keramiken, die sich an römischen Vorbildern orientierten. Später kam Gebrauchskeramik hinzu und das Angebot an Zierkeramik wurde um Wandteller, Wandmasken und figürliche Objekte erweitert. Die Produktion von Terra Sigillata hat man allerdings aufgrund mangelnder Nachfrage in den 1980er Jahren eingestellt.

### Wanderausstellungen
Neben der Dauerausstellung werden zeitweise auch thematisch passende Sonderausstellungen angeboten, wie 2015 Neue Ufer:  Der Rhein-Pfalz-Kreis, seine Gewässer und der Rhein oder 2020 Unter Zepter und Krummstab – Die Insel Scharrau als Wirtschaftsgut.

## Öffnungszeiten
- September bis Juni:    Jeden 1. Sonntag im Monat von 14 – 17 Uhr oder nach Vereinbarung[7]
- Juli und August:       Nach Vereinbarung